# Szarkopénia
A szarkopénia (sarcopenia) egy görög szóösszetétel (σάρκα = hús és πενία = szegénység) alapján elnevezett kóros állapot. Izomerő- és izomtömeg-csökkenést jelent. A csontritkuláshoz hasonlóan napjainkban közegészségügyi probléma, mivel az időskorúakat tömegesen érinti. 
Bár a szarkopénia bizonyos betegségek vagy a nem megfelelő táplálkozás hatására akár fiatalon is kialakulhat, a legtöbb embernek csak öregkorában okoz valódi problémát, ekkor viszont az izmok sorvadása felgyorsul, ami a fizikai erőnlét rohamos romlásához vezethet.
Az egészséges emberek izomzata és csontozata átlagosan 25-30 éves korban a legerősebb, ezután szükségszerű hanyatlás kezdődik. Ennek mértéke és gyorsasága azonban több tényező függvénye. 40 éves kor fölött a természetes izomvesztés átlagos mértéke évi 0,5-1%, 60 éves kortól ez kb. 2%-ra emelkedik. 70 éves korra ennek mértéke akár az évi 3%-ot is elérheti. Egy hetven év körüli egyén izomtömege mintegy 65%-a a korábbinak, nyolcvanöt évesen viszont kb. már csak a 45%-a.
A vázizomzat ilyen mértékű hanyatlása nagyban csökkenti a teljesítőképességet, fokozza az előforduló betegségek kockázatát és szövődményeit, rontja a gyógyulás esélyeit.

## A szarkopénia kezdeti tünetei
A szarkopénia első tünetei a fizikai fáradékonysághoz köthetők. Nem esnek már jól a korábban kedvelt kirándulások; a hosszabb gyaloglások megerőltetővé válnak. Lassul a séta sebessége, nehezebben megy az emelés. Akár egy-egy bevásárlás is problémát okozhat. Kimerítővé válik a lépcsőzés, meg kell pihenni útközben. A teljesítőképesség gyengülése mellett az izomzat mennyiségének csökkenése mérésekkel is kimutatható.
A járás sebességének 0,8 m/s alá csökkenése a szarkopénia kialakulásának veszélyére figyelmeztet.

## A szarkopénia súlyossági szintjei
1. A preszarkopéniás állapot idején megelőző szűrésekkel kimutatható már az izomtömeg csökkenése, de ez ekkor még nem okoz tüneteket.
2. Szarkopéniás szintről akkor beszélünk, ha már a beteg által is érzékelhetően csökken az izomerő vagy a teljesítőképesség.
3. A súlyos szarkopénia a test izomtömegének, az erőnlétnek és a teljesítőképességnek egyidejű, nagyarányú csökkenését jelenti, ami egyértelmű, súlyos fizikai leépüléssel jár együtt.

## A szarkopénia lehetséges okai
- az öregedés, klimax
- a nem megfelelő táplálkozás (pl. fehérjék és aminosavak hiánya, D-vitamin-hiány stb.),
- felszívódási zavar,
- mozgáshiány,
- mozgatóideg-sorvadás,
- bizonyos endokrin megbetegedések,
- egyéb betegségek szövődményei.

## A szarkopénia megelőzése
A szarkopénia az öregedéssel együtt elkerülhetetlenül megjelenik mindannyiunk életében. Korántsem mindegy azonban ennek mértéke és intenzitása. Megfelelő megelőzéssel az izomtömeg csökkenése lassítható, következésképpen a fizikai erőnlét egyre tovább fenntartható.
Ennek eszközei:
- az izomtömeg, az izomerő és a fizikai teljesítőképesség gyakori mérése,
- a megfelelő táplálkozás,
- a rendszeres testmozgás.

Az izomtömeg megállapítására a legalkalmasabb a bioelektromos impedancia-analízisen (BIA) alapuló műszeres vizsgálat. Az izomerőt leginkább ökölszorító erőmérővel, a fizikai teljesítőképességet pedig az ún. SPBB-módszerrel (Short Physical Performance Battery) mérik.

## A szarkopénia kezelése
A szarkopénia egy fokozatosan kialakuló és folyamatosan súlyosbodó betegség, ezért kulcsfontosságú időben észrevenni és megkezdeni a kezelését. A rendszeres szűrések és a megelőző életmódváltás sokat segíthetnek abban, hogy a tényleges terápia a helyzet kritikussá válása előtt elkezdődhessen.  
A szarkopénia egyelőre gyógyszeresen nem gyógyítható, a mozgás-, illetve táplálásterápia azonban elősegíti az izomtömeg és izomerő helyreállítását – vagy legalábbis elvesztésük egyértelműen érzékelhető lelassulását.
Bár a szarkopénia teljesen nem szüntethető meg, káros következményeinek jelentős része elkerülhető. A legfontosabb feladat egyértelműen a fizikai erőnlét javítása.

### Táplálásterápia

#### Megfelelő fehérjebevitel
Tudományosan igazolták, hogy a magas fehérjebevitel csökkenti az izomtömeg-vesztést. Nem mindegy azonban az sem, hogy milyen biológiai értékű az adott fehérje. A tejsavó fehérjéjének biológiai értéke a klinikai mérések alapján (104) például jóval több, mint akár a tehéntejé (88-95), akár a csirkehúsé (82).  
Hetvenéves kor körül testtömeg-kilogrammonként napi 1,1 gramm fehérjebevitelre van szükség, tehát például egy nyolcvankilós embernek mindennap 88 gramm megfelelő minőségű fehérjét kellene a szervezetébe juttatnia.

#### Tejsavófehérje-alapú tápszeres étrend-kiegészítés
A betegség súlyosbodása esetén az életmódváltás már nem elegendő. Ilyenkor tejsavófehérje-alapú tápszeres étrend-kiegészítésre van szükség. A tápszernek a fehérjén kívül az aminosav-utánpótlást is biztosítania kell. Az ún. esszenciális aminosavak gondoskodnak ugyanis a fehérjeszintézishez nélkülözhetetlen építőanyagokról.
Az anabolikus (izomfelépítő) hatású aminosavak, különösen a leucin, az izoleucin és a valin tehát nagyban csökkentik az izmok leépülését.
Öregkorban megnő az anabolikus hatás kiváltódásának küszöbértéke. Éppen ezért a szarkopéniás betegek étrendjében nem érvényes a „sokszor – keveset” elv, ezzel éppen ellentétben, nem túl gyakori, de nagyon intenzív fehérje- és aminosav-bevitelre van szükségük az egészségesebb állapot eléréséhez. Az esszenciális aminosavak felvétele lehetőleg minden étkezéskor érje el a 10–15 grammot!
Pontosan a fentiek miatt hatékonyabbak a vérkeringésen gyorsan áthaladó, magas biológiai értékű, ún. „gyors-fehérjék”, pl. a tejsavó, mint a „lassú-fehérjék”, pl. a kazein. A hatás annál erősebb, minél kisebb kalóriaértékű a tejsavófehérjét tartalmazó készítmény. A szarkopénia kezelésére kifejlesztett tápszer értelemszerűen a legideálisabb megoldást jelenti.
A The Society of Sarcopenia, Cachexia and Wasting Disease nemzetközi ajánlása is felhívja a figyelmet arra, hogy a szarkopéniás betegek számára különösen jótékony hatású a nagy leucintartalmú esszenciális aminosavak keverékét fogyasztani.
A fehérjék és az aminosavak mellett a táplálásterápia része a D-vitaminpótlás is, hiszen az egészséges izomműködés egyik fontos feltétele a megfelelő D-vitaminszint megléte.

### Mozgásterápia
Már a szarkopénia megelőzésében is rendkívül fontos a mindennapos testmozgás, a betegség kialakulása után a rendszeres torna még inkább nélkülözhetetlenné válik. 
Bár e nélkül nem érhető el jelentős javulás, tudnunk kell, hogy egy súlyos szarkopéniás öreg már sokszor nincs olyan állapotban, hogy komolyabb edzéseket végezzen. Ezekben az esetekben a gyógytornászoké a főszerep. A dietetikusok mellett ők tudják leginkább megítélni, hogy az adott egyénnek konkrétan milyen kezelésre van szüksége.
Az erőedzések csökkentik a gyengeségérzetet, sőt kifejezetten erősebbé is teszik az embereket. Az általuk kifejtett jótékony hatáshoz viszont folyamatos edzésre van szükség, ezek elmaradása gyors állapotromlást eredményez.
A járás sebességét és a fittség érzetet egy másfajta mozgásterápia, az ún. aerob torna is megnövelheti.

## Irodalmi hivatkozások
- http://www.natursziget.com/eletmod/20100326-izomvesztes-idos-korban
- https://web.archive.org/web/20130710233942/http://www.fortifit.hu/index.php/sarkopenie/mi-okozza-a-szarkopeniat/
- http://www.webbeteg.hu/cikkek/csontritkulas/14752/idosek-taplalkozasa-a-rehabilitacio-idoszakaban
- http://mitsportoljak.hu/erosito-edzes/